# Divizia A 1957-1958
La Divizia A 1957-1958 è stata la 40ª edizione del campionato di calcio rumeno, disputato tra il 17 agosto 1957 e il 3 luglio 1958 e si concluse con la vittoria finale del Petrolul Ploiești, al suo secondo titolo.
Capocannoniere del torneo fu Ion Ciosescu (Știința Timișoara), con 21 reti.

## Formula
Il campionato tornò a giocarsi tra l'autunno e la primavera secondo il calendario già in vigore nei paesi dell'Europa centro-meridionale. Le squadre partecipanti furono 12 e disputarono un turno di andata e ritorno per un totale di 24 partite con le ultime due retrocesse in Divizia B.
Il Flacăra Ploiești cambiò nome in Petrolul Ploiești mentre la Dinamo Brașov si trasferì a Cluj Napoca diventando Dinamo Cluj. La città transilvana mantenne comunque una squadra in massima serie essendo stata promossa l'Energia Brașov.
La vincitrice fu qualificata alla Coppa dei Campioni 1958-1959 mentre la seconda e la terza alla Coppa del Danubio.

## Squadre partecipanti
| Club                 | Città       | Stadio | Posizione 1956      |
| -------------------- | ----------- | ------ | ------------------- |
| CCA București        | Bucarest    |        | Campione di Romania |
| Știința Timișoara    | Timișoara   |        | 3°                  |
| CS Târgu Mureș       | Târgu Mureș |        | Divizia B           |
| Locomotiva București | Bucarest    |        | 4°                  |
| Dinamo Bucarest      | Bucarest    |        | 2°                  |
| Energia Brașov       | Brașov      |        | Divizia B           |
| Flamura Roșie Arad   | Arad        |        | 6°                  |
| Minerul Petroșani    | Petroșani   |        | 10°                 |
| Progresul Oradea     | Oradea      |        | 8°                  |
| Dinamo Cluj          | Cluj Napoca |        | 7°                  |
| Petrolul Ploiești    | Ploiești    |        | 5°                  |
| Progresul București  | Bucarest    |        | 9°                  |

## Classifica finale
|  | Pos. | Squadra              | Pt | G  | V  | N | P  | GF | GS | DR  |
|  | ---- | -------------------- | -- | -- | -- | - | -- | -- | -- | --- |
|  | 1.   | Petrolul Ploiești    | 27 | 22 | 12 | 3 | 7  | 36 | 22 | +14 |
|  | 2.   | CCA București        | 27 | 22 | 11 | 5 | 6  | 41 | 27 | +14 |
|  | 3.   | Știința Timișoara    | 27 | 22 | 11 | 5 | 6  | 49 | 38 | +11 |
|  | 4.   | Progresul București  | 26 | 22 | 13 | 0 | 9  | 55 | 31 | +24 |
|  | 5.   | Minerul Petroșani    | 26 | 22 | 11 | 4 | 7  | 27 | 19 | +8  |
|  | 6.   | Dinamo Bucarest      | 24 | 22 | 10 | 4 | 8  | 33 | 26 | +7  |
|  | 7.   | Energia Brașov       | 23 | 22 | 9  | 5 | 8  | 37 | 33 | +4  |
|  | 8.   | Locomotiva București | 22 | 22 | 9  | 4 | 9  | 25 | 25 | 0   |
|  | 9.   | Dinamo Cluj          | 20 | 22 | 9  | 2 | 11 | 34 | 41 | -7  |
|  | 10.  | Flamura Roșie Arad   | 20 | 22 | 7  | 6 | 9  | 30 | 47 | -17 |
|  | 11.  | CS Târgu Mureș       | 17 | 22 | 7  | 3 | 12 | 23 | 42 | -19 |
|  | 12.  | Progresul Oradea     | 15 | 22 | 1  | 3 | 18 | 16 | 55 | -39 |

Legenda:

      Campione di Romania e ammesso alla Coppa dei Campioni
      Ammessa alla Coppa del Danubio 1958.
      Retrocessa in Divizia B
Note:

Due punti a vittoria, uno a pareggio, zero a sconfitta.

### Verdetti
- Petrolul Ploiești Campione di Romania 1957-58 e qualificato alla Coppa dei Campioni
- CCA București e Știința Timișoara ammesse alla Coppa del Danubio.
- Energia Târgu-Mureș e Progresul Oradea retrocesse in Divizia B.